# 神酒の海
神酒の海（みきのうみ、ラテン語: Mare Nectaris）は、月の豊かの海の西に位置する月の海の一つであり、月の表側にある。名前はギリシア神話における神々の飲み物ネクタルに由来する。
神酒の海はネクタリス代から前期インブリウム代にかけて作られた盆地であり、後期インブリウム代の地層が表面を覆っている。神酒の海の北西に位置するティオフィルスはエラトステネス代にできたクレーターであり、神酒の海よりも若い。東に広がる豊かの海とは、ピレネー山脈によって隔てられている。